# Плам-Сіті (Вісконсин)
Плам-Сіті (англ. Plum City) — селище (англ. village) в США, в окрузі Пієрс штату Вісконсин. Населення — 596 осіб (2020).

## Географія
Плам-Сіті розташований за координатами 44°38′8″ пн. ш. 92°11′30″ зх. д. / 44.63556° пн. ш. 92.19167° зх. д. (44.635583, -92.191705).  За даними Бюро перепису населення США в 2010 році селище мало площу 2,68 км², з яких 2,63 км² — суходіл та 0,05 км² — водойми.

## Демографія
Згідно з переписом 2010 року, у селищі мешкало 599 осіб у 243 домогосподарствах у складі 150 родин. Густота населення становила 224 особи/км².  Було 262 помешкання (98/км²).
Расовий склад населення:
| - 96,5 % — білих - 0,5 % — чорних або афроамериканців - 0,3 % — азіатів - 2,5 % — осіб інших рас |

До двох чи більше рас належало 0,2 %. Частка іспаномовних становила 5,7 % від усіх жителів.
За віковим діапазоном населення розподілялося таким чином: 21,2 % — особи молодші 18 років, 51,9 % — особи у віці 18—64 років, 26,9 % — особи у віці 65 років та старші. Медіана віку мешканця становила 46,8 року. На 100 осіб жіночої статі у селищі припадало 90,8 чоловіків;  на 100 жінок у віці від 18 років та старших — 87,3 чоловіків також старших 18 років.
Середній дохід на одне домашнє господарство  становив 47 710 доларів США (медіана — 41 786), а середній дохід на одну сім'ю — 58 844 долари (медіана — 48 929). Медіана доходів становила 40 982 долари для чоловіків та 30 556 доларів для жінок. За межею бідності перебувало 23,9 % осіб, у тому числі 50,0 % дітей у віці до 18 років та 20,0 % осіб у віці 65 років та старших.
Цивільне працевлаштоване населення становило 264 особи. Основні галузі зайнятості: освіта, охорона здоров'я та соціальна допомога — 23,1 %, виробництво — 22,7 %, сільське господарство, лісництво, риболовля — 8,3 %, роздрібна торгівля — 8,0 %.